# Казарма 1309 км
Казарма 1309 км — населённый пункт (тип: железнодорожная казарма) в составе Верещагинского городского округа в Пермском крае России.

## Географическое положение
Казарма расположена в южной части округа к северу от железной дороги Москва-Пермь, прилегая с юга к деревне Логиново.

## Климат
Климат умеренно-континентальный с продолжительной снежной зимой и коротким, умеренно-тёплым летом. Средняя температура июля составляет +17,6 °C, января −15,7 °C. Безморозный период длится 100—130 дней. Период с температурой воздуха выше 10 °C составляет 115 дней. Сумма температур выше 10 °C составляет 1750 градусов. Среднее годовое количество осадков составляет 430—450 мм. Устойчивый снежный покров ложится в среднем с 10 октября до 5 ноября, реже 22 ноября.

## История
Населённый пункт появился при строительстве железной дороги Москва-Пермь. В селении жили семьи тех, кто обслуживал железнодорожную инфраструктуру.
Населённый пункт до 2020 года входил в состав Верещагинского городского поселения Верещагинского района. После упразднения обоих муниципальных образований входит в состав Верещагинского городского округа.

## Население
| 2010 |
| ---- |
| 2    |

Постоянное население составляло 3 человека в 2002 году (100 % русские), 2 человека в 2010 году.

## Инфраструктура
Путевое хозяйство. Действовал остановочный пункт 1309 километр. В пешей доступности железнодорожная станция Субботники.

## Транспорт
Автомобильный и железнодорожный транспорт.